# Doliodrilus longidentatus
Doliodrilus longidentatus is een ringworm uit de familie van de Naididae. De wetenschappelijke naam van de soort is voor het eerst geldig gepubliceerd in 2004 door Wang & Erséus.